# Fritillaria shikokiana
Fritillaria shikokiana är en liljeväxtart som beskrevs av Naohiro Naruhashi. Fritillaria shikokiana ingår i Klockliljesläktet och i familjen liljeväxter. Inga underarter finns listade.